# Trifolium andersonii
Trifolium andersonii är en ärtväxtart som beskrevs av Asa Gray. Trifolium andersonii ingår i släktet klövrar, och familjen ärtväxter.

## Underarter
Arten delas in i följande underarter:
- T. a. andersonii
- T. a. beatleyae
- T. a. monoense
- T. a. friscanum